# Pablo Zabaleta
Pablo Javier Zabaleta Girod (* 16. Januar 1985 in Buenos Aires) ist ein ehemaliger argentinischer Fußballspieler.

## Karriere

### Verein

#### CA San Lorenzo
Mit zwölf Jahren unterzeichnete er einen Vertrag beim argentinischen Topclub CA San Lorenzo, wo er alle Jugendteams durchlief. Zunächst wurde er als defensiver Mittelfeldspieler aufgestellt, ehe er ins rechte Mittelfeld sowie die rechten Abwehrseite wechselte.

#### Espanyol Barcelona
2005 folgte mit Espanyol Barcelona der Wechsel zu einem europäischen Verein, nachdem er zuvor die argentinische U-20-Nationalmannschaft bei der WM 2005 als Kapitän zum Titel geführt hatte.
Mit Espanyol gelang ihm in seiner ersten Saison mit dem Gewinn der Copa del Rey gleich ein großer Erfolg. Auch das folgende Jahr verlief sehr erfolgreich. Erst im Finale des UEFA-Pokal unterlag Espanyol im Elfmeterschießen den Landsmännern vom FC Sevilla.

#### Manchester City
Zur Saison 2008/09 wechselte er für ca. 8,7 Millionen Euro zu Manchester City in die Premier League. Zabaleta bestritt am 16. Januar 2016 seine 200. Partie für den Verein aus Manchester.

#### West Ham United
Zur Saison 2017/18 verlässt Zabaleta Manchester City und wechselt ablösefrei zum Ligakonkurrenten West Ham United, bei dem er einen Zweijahresvertrag unterzeichnete. Nach Ablauf des Vertrags verkündete er im Oktober 2020 seinen Rücktritt vom aktiven Profisport.

### Nationalmannschaft
Pablo Zabaleta nahm sowohl an der FIFA-U-20-Weltmeisterschaft im Jahre 2003 als auch 2005 teil, wobei er 2005 mit Argentinien gewinnen konnte. Für die A-Nationalmannschaft bestritt er bislang 48 Länderspiele.
Im Jahr 2008 gewann er mit der argentinischen Auswahl das olympische Fußballturnier in Peking. 2014 wurde er mit der argentinischen Nationalmannschaft Vize-Weltmeister.

## Erfolge
Verein
- Copa Sudamericana: 2002 (mit San Lorenzo)
- Copa del Rey: 2006 (mit Barcelona)
- FA Cup: 2011 (mit Manchester)
- Englischer Meister: 2012, 2014 (mit Manchester)
- FA-Community-Shield-Sieger: 2012 (mit Manchester)
- League Cup: 2014, 2016 (mit Manchester)

Nationalmannschaft
- Junioren-Weltmeister: 2005
- Olympiasieger: 2008
- Vizeweltmeister: 2014